# Jonathan Moreira
Jonathan Cícero Moreira, mer känd som enbart Jonathan, född 27 februari 1986 i Conselheiro Lafaiete, är en brasiliansk fotbollsspelare som spelar som högerback för Fluminense.

## Meriter

### Klubblag
Cruzeiro
- Campeonato Mineiro (3): 2006, 2008, 2009

Santos
- Campeonato Paulista (1): 2011
- Copa Libertadores (1): 2011

### Landslag
- Copa dos Campeões do Mundo Sub-17: 2002
- U17-världsmästerskapet: 2003

### Individuella
- Bola de Prata (Placar): 2009
- Prêmio Craque do Brasileirão (Bästa högerback): 2009
- Troféu Telê Santa (Bästa högerback): 2008, 2009